# 'Prosperous' British India
'Prosperous' British India, hay tên đầy đủ hơn là Prosperous' British India: A Revelation from Official Records, là một cuốn sách được xuất bản vào năm 1901 bởi tác giả người anh William Digby nhằm mô tả các điều kiện kinh tế phổ biến ở Ấn Độ thuộc Anh trong nửa sau của thế kỷ XIX dưới sự cai trị của Đế quốc Anh. Sách sử dụng số liệu thống kê chính thức của chính phủ để làm sáng tỏ thu nhập giảm và tình trạng bần cùng gia tăng ở Ấn Độ dưới sự quản lý của Anh trong thời kỳ đó. Cuốn sách có sức ảnh hưởng lớn và vào thời điểm đó, đã thu hút sự chú ý do có số liệu thống kê thu nhập bình quân đầu người thực tế giảm xuống ghi bằng vàng trên gáy của cuốn sách. Cuốn sách cũng sử dụng số liệu thống kê của chính phủ để chứng minh rằng số người chết và tần suất của các thảm họa kinh tế thảm khốc ở Ấn Độ, chẳng hạn như nạn đói, đang gia tăng một cách có hệ thống dưới sự cai trị của Anh.